# 林杏兒
林杏兒（1981年1月5日—），中華民國政治人物，中國國民黨籍，臺北市士林出生，現任第十四屆台北市議員，曾任中國國民黨中常委、中國國民黨全國青工總會長，現為中國國民黨副發言人、文傳會副主委。

## 選舉紀錄
| 年度 | 選舉屆數               | 選舉區           | 所屬政黨   | 得票數 | 得票率 | 當選標記 | 備註 |
| ---- | ---------------------- | ---------------- | ---------- | ------ | ------ | -------- | ---- |
| 2018 | 第十三屆臺北市議員選舉 | 臺北市第一選舉區 | 中國國民黨 | 11,429 | 4.08%  |          |      |
| 2022 | 第十四屆臺北市議員選舉 | 臺北市第一選舉區 | 中國國民黨 | 16,369 | 5.95%  |          |      |

## 爭議

### 遭同選區擬參選人質疑民調作弊
2022年4月24日，林杏兒通過國民黨台北市議員第一選區（士林、北投區）議員初選，但林的對手黃子哲認為民調結果和初選前差異太大，並表示自己防弊不力，「這樣的民調結果比九天玄女還玄，我想就算是蔣萬安來選，恐怕也贏不了」。而國民黨台北市黨部主委黃呂錦茹則表示「民調沒有說很不公平」。對此，林杏兒則表示自己「一步一腳印深耕基層、傾聽民意」、「自己在基層上努力至少10年時間」。、「自己不可能，也沒有能力讓世新大學為我一人作假」。

### 2020總統大選衝突
國民黨2020總統大選大敗以後，林杏兒與高喊「老賊下台」的部分國民黨青年推擠、衝突，積極捍衛時任主席吳敦義為首的黨中央。林表示，他是要「維護黨中央」，林也批評該次抗議的領導者林家興是「作秀」，砲轟選舉時林家興選擇到郭台銘陣營工作，現在卻跑到國民黨黨部喊清黨，沒為國民黨打仗還跑來作秀。

### 碩士論文被指抄襲
其碩士論文《FB網路媒體使用與政治參與關係之研究》疑似透過英翻中的方式抄襲政治大學傳播學院教授林日璇發表於《亞洲傳播雜誌》的英文期刊論文，企圖規避論文比對系統，全文有至少22個段落高度相似，幾乎是直接英翻中照抄，其中的錯誤亦相同，例如：林日璇的原文將PTT誤作PPT，林杏兒的碩論亦將PTT寫為PPT。另外，林杏兒文中引用了TVBS於2008年做的民調，但該民調已被證實不存在，而是竄改數字而來。林杏兒畢業的銘傳大學也回應，系上已先蒐集林杏兒和林日璇的論文，進行初步瞭解，但若要經過正式學術審定，仍須非當事人具名向校方或向教育部檢舉，校方不會迴避。
同年11月19日，林杏兒召開記者會宣布，銘傳大學學術審定委員會已於11/17日公佈其論文審定結果，結果「與論文撰寫學術規範並無相悖，非屬抄襲。」

### 2022九合一賄選案
2022年九合一選舉，國民黨中常委蕭景田、林杏兒的曾姓樁腳涉嫌為求林杏兒當選，以1萬元、6000元不等代價行賄多名里長候選人；同年12月29日，蕭景田一度不到案，士林地檢署對其發布通緝，直到隔年1月3日蕭自行到案，士檢也對台北市議員當選人林杏兒提起當選無效之訴。2023年7月14日，地院認定士檢舉證不足駁回告訴，林杏兒當選有效；同年10月11日，由於士檢書記官的收文疏失造成檢方逾期上訴，對此高院駁回告訴，至此不得抗告而全案終結。

## 外部連結
- 林杏兒的Facebook專頁
- YouTube上的林杏兒頻道